# Agrosteella oligotricha
Agrosteella oligotricha là một loài bọ cánh cứng trong họ Chrysomelidae. Loài này được Ge, Wang, Yang & Li miêu tả khoa học năm 2002.